# Byczek Fernando

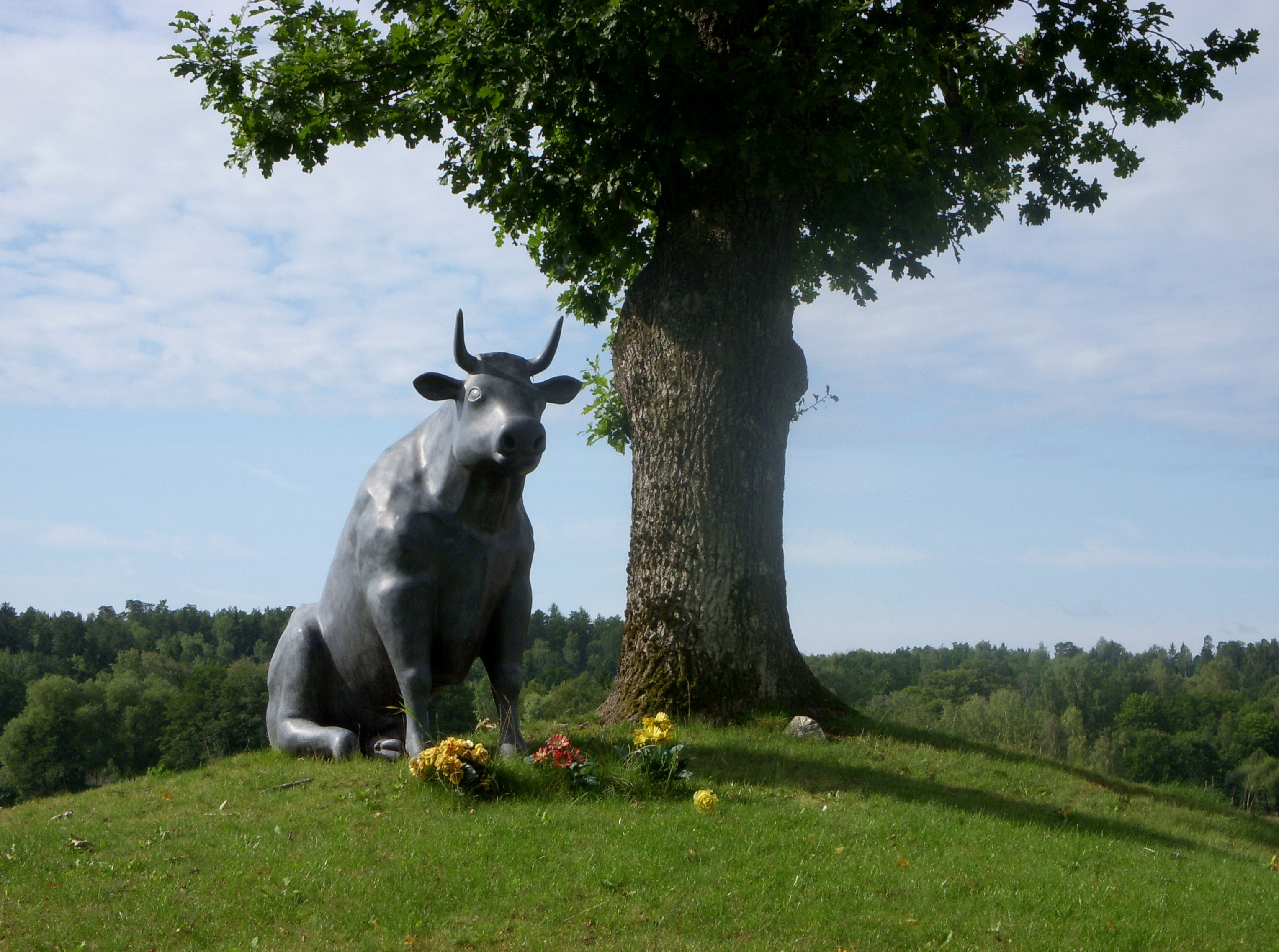
Rzeźba Fernando na wyspie Helgö

Byczek Fernando (ang.: The Story of Ferdinand) – bajka autorstwa amerykańskiego twórcy literatury dziecięcej, Munro Leafa, wydana po raz pierwszy w 1936 roku. Na jej podstawie w wytwórni filmowej Walt Disney Animation Studios powstał w 1938 roku animowany film krótkometrażowy, nagrodzony Oscarem w swojej kategorii. W Polsce bajka znana jest przede wszystkim w przekładzie Ireny Tuwim (1939).
Munro Leaf napisał swój najbardziej znany utwór w ciągu czterdziestu minut, pewnego deszczowego jesiennego popołudnia w 1935 roku. Pierwsze wydanie, ilustrowane czarno-białymi rysunkami jego przyjaciela, Roberta Lawsona, zostało opublikowane w 1936 roku przez wydawnictwo Viking Press. W związku ze swą fabułą, opowiadającą o spokojnym byku nie chcącym brać udziału w korridzie, gdzie trafił wbrew swej woli, bajka została odebrana jako utwór pacyfistyczny i anarchistyczny. Jej publikacja zbiegła się w czasie z wybuchem wojny domowej w Hiszpanii, co spowodowało, że caudillo Franco uznał ją za krytykującą jego działania i na długie lata zakazał jej wydawania. Z podobnych przyczyn bajka była objęta zakazem publikacji w III Rzeszy. Także w Stanach Zjednoczonych jej wymowa była negatywnie odbierana przez środowiska prawicowe. Pozytywnie oceniali ją między innymi Gandhi, Thomas Mann, Herbert George Wells czy Franklin Delano i Eleanor Rooseveltowie.
Książka (kosztująca dolara za sztukę) została dobrze przyjęta przez czytelników: w 1936 roku sprzedało się 14 000 egzemplarzy, rok później 68 000 (według innych źródeł odpowiednio 15 000 i 80 000 egzemplarzy), zaś w 1938 roku Byczek Fernando stał się największym bestsellerem na amerykańskim rynku wydawniczym, prześcigając Przeminęło z wiatrem. W tym samym roku powstał film animowany Ferdinand the Bull, nagrodzony Oscarem za najlepszy krótkometrażowy film animowany. Spowodował on olbrzymi wzrost popularności postaci Fernando i sprzedaży zarówno książki, jak i wszelkich gadżetów z nim związanych.
Tekst prozą Munro Leafa przetłumaczyła wierszem na język polski Irena Tuwim, nadając utworowi tytuł Fernando. Później powstały inne tłumaczenia oraz adaptacje teatralne. Byczek Fernando stał się również bohaterem jednej z piosenek zespołu Czerwone Gitary.
Oryginalny rękopis bajki z ilustracjami Roberta Lawsona przechowywany jest we Free Library w Filadelfii.
W 2017 powstał animowany film Fernando, bazujący na opowieści Munro Leafa.